# Montadet
Montadet (gaskognisch gleichlautend) ist eine französische Gemeinde mit 66 Einwohnern (Stand 1. Januar 2022) im Département Gers in der Region Okzitanien (vor 2016 Midi-Pyrénées). Sie gehört zum Kanton Val de Save und zum Arrondissement Auch. Die Einwohner werden Adémontains genannt.

## Lage
Das Gemeindegebiet wird vom Flüsschen Espienne durchquert.
Montadet liegt etwa 42 Kilometer südwestlich von Toulouse. Umgeben wird Montadet von den Nachbargemeinden Lombez im Norden, Puylausic im Osten und Nordosten, Garravet im Süden sowie Espaon im Westen und Südwesten.

## Bevölkerungsentwicklung
| Jahr                       | 1962 | 1968 | 1975 | 1982 | 1990 | 1999 | 2006 | 2011 | 2018 |
| -------------------------- | ---- | ---- | ---- | ---- | ---- | ---- | ---- | ---- | ---- |
| Einwohner                  | 104  | 101  | 115  | 103  | 98   | 72   | 79   | 81   | 72   |
| Quellen: Cassini und INSEE |      |      |      |      |      |      |      |      |      |

## Sehenswürdigkeiten
- Kirche Saint-Pierre